# Haing S. Ngor
Haing Somnang Ngor (født 22. marts 1940 i Cambodja, død 26. februar 1996) var en amerikansk skuespiller.
Han blev uddannet til læge, men måtte skjule dette da Khmer Rouge overtog magten i Cambodja i 1975, da alle med en uddannelse blev henrettet. Han, og millioner af cambodjanere blev tortureret og sat til hårdt slavearbejde under Khmer Rouge, og over 2 millioner mennesker døde. 
Det lykkedes ham sammen med en niece at flygte til Thailand i 1980, og derfra emigrere til USA. Der blev han tilbudt rollen som Dith Pran i filmen "The Killing Fields" fra 1984, der fortæller om den blodige borgerkrig i Cambodja i 1970erne, set gennem reporter Dith Prans øjne. Han havde ikke nogen skuespillererfaring før denne film blev lavet. 
I 1985 vandt han en Oscar, en Golden Globe og to BAFTA Awards for sin rolle i "The Killing Fields".
Haing S. Ngor blev skudt uden for sit hjem i Los Angeles i 1996, af bandemedlemmer der forsøgte at stjæle fra ham.